# クリス・ブロード
クリス・ブロード（Chris Broad、1990年4月21日 - ）は、東京都在住の英国人YouTuber、映像作家、Podcastのプレゼンター、執筆家、元外国語指導助手、知日家。本名：クリストファー・ブロード（Christopher Broad）。身長約175cm。株式会社セカイスタジオ所属。
運営するYouTubeチャンネル『Abroad in Japan（アブロード・イン・ジャパン）』は2023年9月時点においてチャンネル登録者数約288万人、動画再生回数約4.5億回の記録を有し、在日外国人YouTuberによる日本関連のチャンネルの中では最大規模である。
2015年に英国文化であるサーカズム（皮肉表現）を用いたコメディ動画から人気に火が付き、英国の多数のメディアで取り上げられる。近年では復興庁の東北観光復興促進プロジェクトに携わるなど、社会派の映像クリエイターとしての側面も持つ。2020年に制作された東日本大震災後の東北地方の再生を描いたドキュメンタリーに対してはYouTube CEOスーザン・ウォシッキーから高い評価がある。約9年間居住する東北地方を「日本一の秘所（Japan’s best-kept secret）」と称し、東北復興を目的とした動画を数多く制作している。『Abroad in Japan』の由来は、「日本にいるブロード（A Broad in Japan）」。

## 概要
東日本大震災後の2012年、大学卒業直後の22歳で単身山形県へと移住したブロードが、家族・友人向けの動画を投稿したことから始まる。国内外の多様なバックグラウンドを持つメンバーで結成されるAbroad in Japanチームと共に、「ガイドブックに載っていない日本」をテーマに日本全国で様々な企画を実施し、動画を通じた情報発信を行っている。
内容は時系列に従い段階的な変化が見られる。
1. 2012-2015年：東北地方のvlogやコメディ・日本語学習に関する投稿が中心。2015年5月、英大手3誌『Daily Mail』『The Independent』『Daily Telegraph』オンライン版にてコメディ動画が特集される。
2. 2016-：日本全国の観光や特産品の紹介に焦点が当てられるようになる。同年1-3月、英国営放送『BBC』と英新聞大手『The Guardian』オンライン版にて投稿動画が特集される。同年9月、パナソニックがスポンサーに参加している東北復興プロジェクト「TOHOKU365 Project」にて、キャンペーン第一弾の旅人に選出され6言語で世界へ情報発信する。
3. 2017年8月：自身が青森で経験した「北朝鮮ミサイルによるJアラート発令」に関する動画を投稿。国内のメディアで注目され、同年12月に実施された『ユーキャン新語・流行語大賞』トップ10に選出、受賞する。また日本政府観光局（JNTO）ロンドン支部と共同で日本観光に関する動画を制作。
4. 2018年2月：初のドキュメンタリーとして東日本大震災7年目の宮城県沿岸部の復興状況を世界に発信。公開1カ月で35万回の再生回数に達する。また同年、英国国立ラジオ局Absolute RadioのDJピート・ドナルドソンと共同ホストを務める『Abroad in Japan Podcast』の配信を開始。
5. 2018年5月：クラウドファンディングで実現した欧州での大型企画（ドキュメンタリー第二弾）が実施される。
6. 2018年10月：山形県から鹿児島県まで2,000kmの距離を自転車で縦断する『Journey Across Japan』シリーズを開始。GoProやドローン撮影を駆使した壮大な映像を展開する。
7. 2019年9月：復興庁の観光復興促進プロジェクトの一環で動画「福島の今（福島第一原発周辺の帰還困難区域の取材と復興の現状）」を制作、世界へ発信する。
8. 2019年12月：ユニバーサルミュージックとのタイアップで、J-ROCK歌手HYDEの密着映像制作のディレクター・編集を担当し、プロジェクトを統括する。
9. 2020年11日、東日本大震災発生から9年目の記念日として、宮城県沿岸部の復興の様子をドキュメンタリーとして再び世界に発信。同年10月、『Journey Across Japan』のシリーズ第二弾『Journey Across Japan: Escape to Fuji』を発表。
10. 2021年6月、『Journey Across Japan』のシリーズ第三弾『Journey Across Japan: The Lost Islands』を発表。また同月リースされた楽曲『Too Much Volcano』がiTunesオルタナティヴ・ソングスチャートで5位、総合チャートで14位を獲得[6][7]。
11. 2021年11月、屋内撮影セット「Abroad in Japan Studio」を公開、同年12月『ジャパンタイムズ』に掲載される[8]。
12. 2022年1月、初のエッセイ本『世界的YouTuberになった東北在住の英国人 -ガイドブックにない日本-』を出版。
13. 2022年3月、俳優の渡辺謙プロデュースの宮城県気仙沼市にあるカフェ「K-port」を取材。自身が長年ファンであると公言していた同氏との初共演を果たす。[9]
14. 2022年8月、『Journey Across Japan』最終シリーズとしての第四弾『Journey Across Japan: Escape to Paradise』を発表。
15. 2022年12月、世界的な人気を誇る米国人ストリーマーLudwig がLAにて主催したチェス・ボクシングの大会に選手として参加。試合前に元K-1選手のニコラス・ペタスから数ヶ月に及ぶ集中的なトレーニングを受け、6kgの減量に成功。現地で1万人、生配信で30万人以上の観客が見守る中、対戦相手の米国人YouTuber"overtflow"に7ラウンド（チェスの最終ラウンド）で勝利した。[10]

中でも東北地方の外国人観光客増加を目的とした動画制作に力が入れられており、東北6県を単独で特集した動画の総再生回数は1,800万回以上にのぼっている（2019年10月時点）。2018年2月の宮城県取材の動画公開以降、約200世帯が暮らす気仙沼市唐桑町鮪立の集落に突如外国人観光客が訪れるようになったとされ、動画で取材を受けた民宿では、以前ゼロであった海外からの宿泊客が1割に増加したと朝日新聞の取材で述べられている。
ピート・ドナルドソンと共同ホストを務めるポッドキャスト番組『Abroad in Japan Podcast』は2023年3月時点でのダウンロード数が週約15万回を記録しており、世界各国にリスナーを持つなど日本関連の情報発信において高い影響力を持つ。
その他取り上げられたメディアは、『The Sun』、『日本政府公式英文ウェブサイト（JapanGov）』、『日本政府観光局（JNTO）』、『The Japan News（読売新聞社発行の日刊英字新聞）』、『朝日新聞デジタル』、『毎日新聞デジタル』、『The Asahi Shimbun Globe』、『NIKKEI STYLE』、『The Japan Times』、『news every.』、『めざましテレビ』など多岐に渡る。
また東北大学（TEDx）やテンプル大学ジャパンキャンパスでの講演会の実施、三重県松阪市など自治体観光協会への研修会実施、2020年東京オリンピックにおける宮城県紹介映像への出演予定など、YouTuberとしての垣根を越えますます活躍の幅を広げている。

## 来歴

### 生い立ち
1990年4月21日出生。出身はイギリス・ロンドンの郊外（メードストン）。幼少期から日本のビデオゲームに触れて育つ。祖父母は仕事の関係で世界各国での滞在経験を持つ。
祖父が閉所恐怖症であったため、カナダ・バンクーバーに嫁いだ叔母の結婚式（日系カナダ人の婚約者）へ飛行機に乗って出国出来ないことがきっかけで、孫である8歳のクリスがビデオ撮影を一任されることになる。その頃のやりがいがきっかけで映像へ強い興味を持ち始めたと語っている。その後も遊び感覚で友人たちと映像制作を行っていた。
2000年に放送されたイギリスのテレビシリーズ『ロボット・ウォーズ（Robot Wars）』に出演したことがある。チーム・キラートロン（Killertron）に所属するエンジニア職の父親リチャード・ブロードは、ロボットファイター製作者として定期的に出場していた。
14歳で動画編集ソフトPinnacle Studio Softwareを独学で使うようになり、より本格的な映像を作るようになる。2001年-2008年までの7年生-13年生（日本の小学校6年生-高校3年生に当たる）を公立進学校のメードストン・グラマー・スクールで過ごす。高校時代に選択したメディアスタディのコースの中で「映像学」と「メディア学」がA評価であったため、映像作家を夢見て
大学は映像系の学科に進学。しかし入学前に飛行機の中で出会った映像学科出身者の話を聞き、現実的な選択ではないと考える。2008年にギャップ・イヤーとして学業を休業、1年間一般企業でダブルワークを経験する。週5勤務でエクセルシートの入力をこなしながら、副業も掛け持ちしていた。その後、仕事の単調さに耐えきれず、起業関係の書籍を熱心に読み始め、全く未知の世界であるアジアで働くことを思い描く。
2009年にケント大学の経営学部へコース変更、ビジネスと言語学を中心に学ぶ。在学中の2011年にはカナリー・ワーフで開催されたビジネスシミュレーションの英国大会「IBMユニバーシティズビジネスチャレンジ」でチームリーダーを務め準決勝まで進出。また2012年にはケント大学の学生を対象とした雇用創出プログラムにおける監督を務め、英国の高等教育情報誌『ザ・タイムズ・ハイアー・エデュケーション』の2012年度版「タイムズ高等教育賞（Times Higher Education Awards）」にて当該プログラムが評価され、最終選考にケント大学がノミネートされる。その後大学内で個人の功績が高く評価されケント大学の「優秀学生貢献賞（Outstanding Student Contribution Award）」を受賞する。2012年に同大学を卒業。
日本への英語教師のきっかけは、2009年にたまたま乗り合わせた飛行機内で「日本で英語教師をしている」という女性の母親の話を聞いたことから。日本の語学指導等を行う外国青年招致事業『JETプログラム』に参加することを考え始める。卒業前にロンドンで実施されたJETプログラムの面接を受ける。履歴書にも記した日本の「侘び寂び」に関する書籍についての想いを語り合格する。韓国の外国語指導助手にも併願し、両国からオファーを受け取ったが最終的に日本を選ぶ。大学卒業後の2012年8月に渡日を果たす。

### YouTube開始後
『JETプログラム』の「外国語指導助手 (ALT)」として山形県酒田市に移住。来日して数ヶ月後に、家族や友人に日本での生活を伝えるためにYouTubeへの投稿を開始する。山形県立酒田光陵高校でALTの英語教師として忙しい日々を送りながらも、文化の違いや孤独感から「実存的危機（Existential crisis）」に陥り眠れない夜が続いたことをラジオで明かしている。来日1年目の終わり頃に、誕生日パーティーの帰りで夜道を歩いていた美容室オーナーの阿蘓夏樹に声を掛けられ、初めての日本人の友人ができる。この運命的な出会いが大きなきっかけとなり日本での様々な活動が軌道に乗り始める。後のラジオでは、夏樹とアキ（日本人の元彼女）に出会っていなければ恐らく2年間で日本を去っていたと述べている。
仕事の傍ら日本語の勉強を熱心に行い、2013年には『第３回日本語スピーチコンテストin 庄内 』に出場（「ファミチキ中毒の熊」というタイトルのスピーチを行ったが、半ばで内容を忘れ途中棄権している）。同年9月22日には、8月に友人と2人で初挑戦した富士山登頂成功のドキュメンタリーが投稿される。2014年に開催された『第４回日本語スピーチコンテスト in 庄内』では「私を変えてくれた庄内」というタイトルで大賞を取る。来日4年目にはALTを退職しYouTuberへ一本化させるが、生活費の捻出や生活リズムの調整に苦心したと述べている。2015年5月、英大手3誌『Daily Mail』『The Independent』『Daily Telegraph』オンライン版にてイギリスの珍味「マーマイト」に関する動画がイギリス国内で注目され特集記事が掲載される。
2015年10月には、日本での友人でありビジネス・パートナーとなる株式会社ライフブリッジ代表取締役の櫻井亮太郎と出会う。出会いは、起業家支援の一般社団法人MAKOTOの代表理事から「面白い英国人がいるから」と桜井に引き合わせたことがきっかけであり、2人はその場で意気投合したという。同年12月には初のコラボレーションとして日本人YouTuberのChiakiと共演。
2016年1月28日にはイギリスの大手新聞『The Guardian』オンライン版にてコメディ動画が掲載される。2016年3月に投稿された動画では、英国国営放送『BBC』からテレビ取材を受けたが、スマートフォンのバッテリーが切れ映像通信できずに終わったことを公開している。日本の47都道府県の魅力を伝える。同年8月には山形県酒田市の移住体験型施設ショウナイベースを取材する。同年9月、パナソニックがスポンサーに参加している東北復興プロジェクト「TOHOKU365 Project」の同社サービス多言語案内ソリューション「TranslLet's!」のキャンペーン第一弾の旅人に選出される。同サービス用いて東北各地の食レポを6言語で世界に配信する。
2017年3月、宮城県伊具郡の齋理屋敷を訪れ日本のアイドルグループKissBeeとコラボレーション動画を制作。同年4月2日には『第1回 TEDxTohoku University』において初の大学講演を実施。同年5月、第2作目のドキュメンタリー『Natsuki: The Movie (Life in Japan Documentary)』の撮影のため渡英する。当時ブロードのtwitterのフォロワーであったAbsolute RadioのDJであるピート・ドナルドソンからインタビューのオファーを受けロンドンのスタジオで初対面する。
同年8月25日には、NHKの国際放送であるjibtv（日本国際放送）にて山形県鶴岡市の地元野菜を紹介する番組『Explore Regional Flavors/ Visiting the Hidden Village - Part 2』に案内役として出演。同年8月には自身が青森県で経験した「北朝鮮ミサイルによるJアラート発令」の状況を動画で投稿。日本国内で注目され、2017年12月に実施された『ユーキャン新語・流行語大賞』のトップ10に選出、受賞する。また同月、日本政府観光局（JNTO）ロンドン支部と共同で日本観光に関する動画を制作。
2018年2月には「危険なエリアは限定的でもっと発信すべき魅力がある」と語る震災後の宮城県牡鹿郡女川町に関するドキュメンタリーを制作し、海外の視聴者から高い評価を受ける。
2018年3月22日には、日本テレビ『news every.』にて松阪市の観光協会が観光PR動画制作のための県主催の研修会をブロードに依頼した様子が紹介される。同年5月にはドキュメンタリー『Natsuki: The Movie (Life in Japan Documentary)』を公開。
また同ドキュメンタリー撮影で仕事を行ったAbsolute RadioのDJであるピート・ドナルドソンと意気投合し、同年2月からポッドキャスト番組『Abroad in Japan Podcast』の制作配信を開始する。同年10月、仙台の友人でありMOKEY MAJIKのボーカリストであるブレイズ・プラントと共演する。

### 『Journey Across Japan』シリーズ以降
2018年10月から自身の住む山形県酒田市から鹿児島まで日本列島を2,000km南に縦断する『Journey Across Japan』シリーズを実施。カメラマンのウェンビン、ドローンパイロットのクリス・オカノ、チームコーディネータ兼ドライバーのイアンをチームとして加え、マウンテンバイクに装着したGoProとドローンによる撮影を駆使し壮大な映像制作を始める。『Journey Across Japan』終了以降は、体調悪化のためイギリスに一時帰国。そのため「今年は年間を通して頻繁に電源を切るようにする」と述べている。
2018年12月28日のtwitterでは、2020年東京オリンピックで使用される復興後の宮城県の紹介映像『"Never forget you" from MIYAGI』に登場予定であることが明かされている。2019年4月には、2016年に制作した青森県新郷村の「キリストの墓」に関する動画が英タブロイド紙『The Sun』オンライン版にて特集される。
2019年10月には復興庁の観光復興促進プロジェクトの一環として、放射線量や安全性を含めた福島県沿岸部の現状を動画として纏め、世界に向けて発信した。同年12月7日-8日にはアメリカ州立大学日本校・テンプル大学ジャパンにおいて2日間の大学講演を行う。同年12月22日にはユニバーサルミュージックとのタイアップで、ロック歌手HYDEの欧米進出に向けたPR映像を公開。映像制作におけるディレクター・編集（ストーリーの発案から使用楽曲の申請も含む）を担当する。
2020年1月には初の常勤アシスタント・エディターを募集。同年3月、東日本大震災から9年目の記念日に再び東北地方沿岸部の復興の様子をドキュメンタリーとして配信。同年10月、『Journey Across Japan』の第二弾として東京から静岡県（富士山）を車で旅する『Journey Across Japan: Escape to Fuji（富士山への逃避）』を発表。
2021年2月、京町家へのリノベーション・京町家宿泊施設の運営企業である立志社グループを取材し、減少が加速する京町家の現状を発信。また同月、最も有名なYouTubeゲームコメンテーターの一人として知られるpenguinz0（チャーリー・ホワイト）と共演しインタビューを受ける。同年6月、『Journey Across Japan』の第三弾として鹿児島県屋久島から長崎県までを旅する『Journey Across Japan: The Lost Islands（失われた島々）』を発表。また同月リリースした楽曲『Too Much Volcano』がiTunesオルタナティヴ・ソングスチャートで5位、総合チャートで14位を獲得。同年11月、『今際の国のアリス』の撮影セット制作でも知られる有限会社自由廊協力のもと、屋内撮影セット「Abroad in Japan Studio」を公開し、同年12月『ジャパンタイムズ』に掲載される。
2022年1月、株式会社blueprintから初のエッセイ本『世界的YouTuberになった東北在住の英国人 -ガイドブックにない日本-』を出版。同年3月、俳優の渡辺謙プロデュースによる宮城県気仙沼市のカフェ「K-port」にて初の共演を果たし、その様子を描いた動画は一カ月で100万回以上の再生を記録する。
2023年3月現在でチャンネル登録者数は281万人、動画投稿数は250本、動画の総再生回数は4億2,000万回以上である。チャンネル視聴者統計については、国籍別で多い順にアメリカが約30％、イギリスが約15%、日本が約8％、その他にはカナダ、オーストラリア、マレーシア、シンガポールなども多く見られるとしている。
取り上げられたメディアは、日本国内では『jibtv（日本国際放送）』、『めざましテレビ』、『TEDx』、『The Japan News（読売新聞社発行の日刊英字新聞）』、『朝日新聞デジタル』『NIKKEI STYLE』、『JROCK NEWS』、『RocketNews24 Japan』、『Real Soundテック』など。海外では『BBC』、『The Guardian』、『The Sun』、『Reddit』、『Daily Mail』、『Gizmodo UK』、『Huffington Post』、『Daily Telegraph』、『The Independent』、『London Metro』など多数。

## 共演者
主な共演者は以下の5人である。
- 阿蘓 夏樹（あそ・なつき）

英国パンクロックを愛する山形県在住の美容室オーナー、アマチュアミュージシャン、Tokyo Creative株式会社所属タレント。ブロードとは7年来の語学パートナー・親友であり、同番組に欠かせない存在である。エキセントリックさと大らかな笑顔に多くの海外ファンを持つ。ブロードからは「機知に富んだ洞察と予測不可能な個性が、あらゆる場面でカオスな痕跡を残す」と形容されている。
- シャーラ

カナダ・ビクトリア出身のYouTuberで、17歳で来日後、東北地方に在住しYouTube番組『Sharla in Japan』の運営を開始する。Tokyo Creative株式会社所属。ブロードがYouTubeを始めるきっかけになった人物であり、2018年にAbroad in Japanで初共演。近年では『Abroad in Japan Podcast』でピートが休暇を取った際のゲストパーソナリティを務めている。2022年7月、自身のYouTube番組でブロードとの交際を、2023年2月に婚約を発表している。
- 櫻井 亮太郎（さくらい・りょうたろう）

英リッチモンド大学国際ビジネス学科卒業。株式会社ライフブリッジ 代表取締役。東北地方の振興を目標にインバウンドビジネスを手掛ける観光のエキスパート。2015年に仙台市の起業家支援パーティでブロードと出会い、フィッシュ・アンド・チップスへの愛で意気投合する。友情を深め長年のビジネスパートナーとなるが、一方でエピソードを追うごとに悪化し、毎回様々な手段でブロードの暗殺を企てるようになる。（愛称：リゾッタロウ）
- ピート・ドナルドソン

イングランド北東部カウンティダラムのハートルプール出身。英国国立ラジオ局Absolute Radioの元DJであり、世界一の視聴回数を記録する（AppleポッドキャストチャートSoccer: All-time部門）サッカーポッドキャスト番組『Football Rumble』を制作するStakhanovの設立者・プレゼンター、また俳優、声優である。2018年にStakhanovより『Abroad in Japan Podcast』を配信開始。ブロードと共同ホストを務める。親日家であり、日本のレトロゲームとクーリッシュアイスクリームの熱狂的なファンである。
- コナー・コフーン

ウェールズ出身のYouTuber、Twitchストリーマー。ブロードと日本国内で極端なもの（評価が最低の宿から最高級ホテルまで）を体験する定番の人気シリーズ「Wacky Weekend（奇妙な週末）」に登場。2022年9月にはブロードと共に自転車による全長800kmに及ぶ北海道縦断を敢行し、その様子をTwitchにて生配信を行った。同配信中に30万米国ドル（日本円で約4,000万円）を超える金額を視聴者から集め、全額Immune Deficiency Foundation（免疫不全症の研究、患者支援を行う財団）に寄付した。

### その他の共演者
- ジョーイ・ビジンジャー

オーストラリア・シドニー出身のYouTuber。GeeXPlus株式会社所属。日豪のハーフ。日本のアニメや漫画や同人誌を紹介するYouTube番組『The Anime Man』を運営。ギターやドラム、ヒューマンビートボックスなど複数の楽器を習得していることからブロードおよび阿蘓と即興の音楽コラボを行う。Abroad in Japanで生まれた大人気キャラクター「Dr. ジェリー」を演じている。
- ピーター・メイシ―

アメリカ出身のYouTuber、Twitchストリーマー、テレビタレント。NHK WORLDの番組『クールジャパン』にてパネリストを8年間務める。
- 知秋（Chiaki）

沖縄出身で元英航空会社客室乗務員である在英のYouTuber。ブロードとは旧知の仲であり沖縄を舞台にした『Journey Across Japan: Escape to Paradise』シリーズに登場。
- ピューディパイ

スウェーデン出身のYouTuber。『Day in My Life: Living in Tokyo』内で登場。湘南の海でサーフィンを楽しむスウェーデン出身のプロサーファー「ユルゲン・リンゴンベリー」という設定で出演する。また、ピューディーパイのYoutubeチャンネル内の動画『Being followed by fans.』でも、ピューディーパイと共に廃墟を探索するブロードの姿が確認できる。

## 姉妹チャンネル（『Chris Abroad』）
『Abroad in Japan』の姉妹サイトとして『Chris Abroad（クリス・アブロード）（旧名：Abroad Perspective（アブロード・パースペクティブ））』というYouTube内の他チャンネルがある。2023年3月18日時点において、チャンネル登録者数約58万人。コンテンツ内容は、主にライブ動画配信であるが、4K撮影による風景動画やミニドキュメンタリーや実験的な内容のものも多くみられる。

## ポッドキャスト（『Abroad in Japan Podcast』）
ピート・ドナルドソンを共同ホストに、毎週ロンドンに拠点のあるポッドキャストラジオ局Radio Stakhanovから、日本の文化、時事、食べ物、旅の知識などに関する話題を週2回配信している。番組のダウンロード数に関しては、ポッドキャスト解析サービスを提供しているChartableによれば、2021年3月時点のApple PodcastチャートPlaces & Travel-All Time部門において、シンガポール：2位、ベルギー：7位、イギリス：8位、ノルウェー：12位、日本：14位、オーストラリア：14位、カナダ：19位、ドイツ：30位、アメリカ：48位、中国：52位を記録している。詳細は「Abroad in Japan Podcast」に別記。

## 音楽作品
| タイトル                                              | 発売日    | 詳細                                                                                              | 順位（iTunes） | 備考                                                       |
| ----------------------------------------------------- | --------- | ------------------------------------------------------------------------------------------------- | -------------- | ---------------------------------------------------------- |
| Life is Balloons                                      | 2018年6月 | 作詞・作曲・歌唱：阿蘇夏樹                                                                        | ―              | 『Natsuki: The Movie』の企画内での制作                     |
| Too Much Volcano! (feat. The Anime Man & Natsuki Aso) | 2021年6月 | 作曲・編曲：クリス・ブロード、作詞：ジョーイ・ビジンジャー 歌唱：阿蘇夏樹、ジョーイ・ビジンジャー | 14位           | 『Journey Across Japan: The Lost Islands』の企画内での制作 |

## 他メディアへの出演
- 『TEDxTohokuUniversity』（2017年4月）[48]
- 『Cat Nation: A Film About Japan's Crazy Cat Culture』（2017年9月）[75]
- 『Explore Regional Flavors/ Visiting the Hidden Village - Part 2』（2017年8月）[47]
- 『めざましテレビ』（2018年1月）
- 『news every.』（2018年3月）[76]
- 『ジャパンタイムズ』（2021年12月）[77]
- 『日本外国人特派員協会』（2022年10月）[78]

## クラウドファンディング
クラウドファンディングサイト『PATREON（パトレオン）』において『Abroad in Japan』のページが開設されており、支援者は任意で数ドル以内の月上限寄付額を設定し動画制作への支援を行うシステムが構築されている。2023年月時点で約6,700人の支援者がいる。

## 動画の作風
動画制作の際に最も重要視していることは「人が見て笑えるエンターテインメントの要素と、教育的な学びのコンテンツのバランス」と述べている。
- サーカズム

イギリス文化のひとつである「サーカズム（皮肉）」使った表現が作中に多く登場する。英語圏の視聴者から絶大な支持を得る大きな要素となっている。皮肉表現に影響を与えたものとして英国のテレビ番組を挙げており、中でも風刺家チャーリー・ブルッカー（Charlie Brooker）の影響が大きいと述べている。『日本で一番深い湖、田沢湖で過ごす１日』という動画の中で、過剰な演出表現に執着するYouTuberへの皮肉として、トリッキーな曲とタイムラプスを使用しながら秋田市の小さなエスカレーターを何度も上下させるだけの動画を公開し、視聴者から高い評価を得た。サーカズムの一種として「4D体験（4D experience）」という言葉が用いられることがある。仙台市のアパートの隣人の口論や壁が振動するほどのドアの開閉音に悩まされた状況を「没入型の4D体験」と表現している。また夏樹がロンドン北部にあるカール・マルクスの墓前に花束を置き、視聴者から多くの批判が来た際には、「たぶんヒゲの量でチャールズ・ディケンズと混乱したんだと思う」と皮肉を交えて擁護した。また視聴者からのサーカズムとして「Mr. affable（ミスター・親しみやすさ）」という愛称で呼ばれている。
- 伝統と近未来

京町家や道後温泉のような伝統的日本建築を好む一方、大阪道頓堀の夜景のような近未来的景観も好んでいる。近年、京都市の施策によって京町家が急激に減少している現状を国内外に向けて発信した。近未来風景は、映画『ブレードランナー』のサイバーパンク芸術から影響を受けており、動画中のショートフィルムやポッドキャストのロゴなどにもその影響が見られる。
- ノワール映画

シニカルで哀愁の漂う世界観が特徴であるノワール映画を好み、マーティン・スコセッシ監督を敬愛している。シアトル出身の在日アメリカ人YouTuberであるDogenとの対談では、学生時代に『グッドフェローズ』『レイジング・ブル』を勉強したと述べている。
- 自然愛

ALTで3年間居住していた山形県庄内地方に見られる広大な水田地帯や鳥海山、庄内海岸などをはじめとした日本の原風景を愛しており、庄内海岸は「精神的な日本のホーム」と呼んでいる。ドローンを駆使した壮大な自然の映像展開を得意としている。また日本の自然環境の変遷についても高い関心を持っており、高度経済成長期の自然減少の他、再開発で消失した渋谷川などに言及した場面がある。
- 死生観

死生観について語られることがあり、インタビューではラテン語の警句「メメント・モリ（死を想え）」を日々意識していると述べている。東日本大震災後の復興に関するドキュメンタリーでは、特に福島県気仙沼で被災し親族を亡くした民宿「唐桑御殿つなかん」の女将・菅野一代を熱心に取材した。日本の廃墟探索に関する動画では、「廃墟探索によって人生の大切な事柄を見出せる」と述べられている。
- 東北の復興

東北地方の外国人旅行客が全国の1％にも満たない状況について、観光客を増加させることを櫻井との共通の目的としているといい、動画にも東北地方を特集した内容が多く見られる。シンガーソングライターの佐野碧との対談では、東日本大震災後の東北地方観光の安全性の発信について次のように述べている。「海外の方たちにもそれぞれの考えがありますが、（中略）大丈夫だという前提であえて触れません。その大丈夫だというのを伝えるために自分は東北のコンテンツをこれからも作り続けますし、それはネガティヴな部分ではなく、東北で感じられるポジティヴなコミュニティの空気感や、良い部分、楽しいところ、素敵だなと思うことをコンテンツにしていきたいと思っています。最近はだいぶ減ったのですが、あの動画をアップしたとき実は、ネガティヴなコメントもたくさんありました。（中略）色々な誤解はあるかもしれませんが、自分は東北に住んでポジティヴな動画を作ることで拭っていけたらと思いますし、それは自分がやらなくてはならない事だと思っています」と語っている。
- 日本人の描写

東北の被災者については、「日本は西洋より良い意味で『宿命論的』で運命を受け止める性質が高く、災害後でも再び立ち上がり早急に平和な状態へ戻す傾向にある」と述べ、共演者のピートが「日本には宗教がないがレジリエント（弾力性、復元力がある）だ」としたあとの返答として、「本来はそれは仏教や神道の精神性だが、『強い文化的要素』によるのだと思う」とまとめた。また女川町の被災者の取材時には「（女川町は）実は日本中で最もポジティブな場所であり、想像しうる最も最悪な状況でも、人間は乗り越えられると言うことを示すシンボルである」としている。また日本では「日常の盗難に関して心配する必要のないレベルの信頼が築かれている」と述べている。日本の天皇陛下に関しては、終戦時や生前退位に触れながら、日本は歴史的に天皇を神として捉えてきたため退位に対するショックの大きさは英国とは異なると述べた。
- 撮影機材と映像技術

パナソニックやキャノンなど日本製の撮影機材を愛用しており、特に芸術性の高さで定評のあるレンズメーカーシグマ社の『SIGMA 50mm F1.4 DG HSM』レンズをお気に入りに挙げている。秘境旅の撮影では、Tokyo Creativeのロケ隊と共にGoProやドローンを使用した映像展開も行っている。また80年代美術を愛しており、80年代風のVHSで録画したようなノイズやひずみ、ネオンサインなどのエフェクトが掛けられている。動画編集には強いこだわりを持ち、2019年に体調不良を起こすまで全ての動画編集を自身でこなしていたが、2020年以降アシスタントエディターと共同で編集を行っているという。また同年グリーンバックによるVFX映像や4K撮影移行にも挑戦している。
- マスコットキャラクター

和歌山県貴志駅のたま駅長に触発されたという、100均の帽子をかぶった猫のぬいぐるみ『ミスター・スナグルス（Mr. Snuggles）』を2016年からマスコットキャラとして据えていた。スナグルスの登場によって登録者数が約15%増加したとされていたが、「ヒトラーに似ている」という視聴者の意見により、2019年に「解雇」となる。同年新たに音声認識ぬいぐるみの『DJベア』がマスコットキャラになった。
- チャンネルのブランド性の維持

日本における一部の企業や地方自治体などとのタイアップでは、話し方や服装、髪型など全てに指示が入り、過去にはキツイと感じる体験があったため、自己のブランドが守れないと感じた際には「NO」と言うようにしているという。また「依頼をいただくものの80%はお断りしています。それは、地域全体のPRではなく、その商品をPRしてほしいという依頼が多いからです」とも語っている。

## 人物
家族は両親と妹が一人いる。子供時代に独学習得したヒューマンビートボックスを特技に持っている。英国と日本の価値観を両有しており、ポッドキャストでは「自分に日本人の血は流れていないが、自分のアイデンティティの多くは日本で連結した」「日本を去る時はいつも自分の一部を日本に置いてきている」と語っている。

### 文化関連のエピソード
英国文化については、イギリス映画『007』シリーズの大ファンである。来日して間もない頃、孤独感を癒すために英国のシットコム『Only Fools and Horses』や『Blackadder』を点けながら寝ていたと語っている。好きな音楽にはデュラン・デュラン、デペッシュ・モード、ジョージ・マイケル、ザ・クラッシュを挙げている。スポーツは、英国の国技であるサッカーに興味がなく、ドッジボールを世界的なスポーツにすべきだと述べている。また母国の料理を愛しており、多くの日本人に「イギリス料理は酷い」と言われることに憤慨しているという。共演者のピートとの対談では「僕らの料理は恐ろしい」と反論されている。
日本文化については、形県酒田市が舞台となった『おくりびと』に加え、伊丹十三監督のコメディ映画『タンポポ』や黒沢清監督の『トウキョウソナタ』も好きな映画に挙げている。また日本のアニメにも関心があり、YouTuberのDogenとの対談では今敏（こん・さとし）監督の『千年女優』と『パーフェクトブルー』が素晴らしかったと語っている。書籍は、在日英国人ジャーナリストのリチャード・ロイド・パリーと米国人東洋研究者のアレックス・カーの著書を紹介しており、日本の社会問題を描いた『津波の霊たち』『黒い迷宮』『犬と鬼』などのノンフィクションを好んでいる。音楽はシティポップのファンであり、山下達郎を好んでいる。キャラクターは、「メロン熊」「おしりたんてい」のファンである。
- 愛好する日本製品

日本の製品の中でも特に、森永製菓の「ウィダーインゼリー」、ファミリーマートの「ファミチキ」、カルピス株式会社「カルピス」、ネスレ日本の「キットカット日本酒」、コンビニ各社の「ピザまん」、青森県産の「シードル」を愛好している。またビデオゲームを好み、任天堂のゲームボーイが初めて購入したゲーム機であった。好きなゲームのひとつにNINTENDO 64の『ゴールデンアイ 007』と『マリオカート64』を挙げている。100円ショップにも良く訪れ、ダイソーの商品の「校正されていない誤った英語」を見つけて購入するのが趣味のひとつでもある。

### 今後の日本における活動
2020年の新年の抱負では、「ナツキを有名にする」「ショートフィルムフェスティバルへの作品応募」などを目標に掲げている。日本の今後の滞在期間については、2021年におけるYouTuber penguinz0のインタビューでは「予測しうる将来としては、年の半分を英国で半分を日本で過ごすことが最も可能性が高い。殆どの友人が日本に住んでおり、自分の生活や目的もここ（日本）にあるので、それを置き去りにして英国へ去るのは考えられないし愚かだ」と述べている。また日本語能力試験の最上位であるレベルN1を受験する予定であると決意表明している。

## 『Journey Across Japan』の概要
2018年10月より『Abroad in Japan』チャンネル内で発表された山形県酒田市から鹿児島まで日本列島を2,000km南に縦断する自転車旅シリーズ。Leg1(Day1-3), Leg2(Day4-16), Leg3(Day17-)の3部構成＋エピローグとなっており（Leg3以降はLeg数が表記されていないため最終地点までの総数は不明）、Leg1-Leg2の山形県酒田市～京都府京都市までは「Never-ending cycle of despair（終わらない絶望のサイクリング）」というサブタイトルで自転車旅がメインである。Leg3以降は九州地方におけるサイクリング部分がカットされており、動画は主に徒歩による観光が中心となっている。
| 話数       | 投稿日     | タイトル                                                         | スタート地点                      |
| ---------- | ---------- | ---------------------------------------------------------------- | --------------------------------- |
| Day 1      | 2018/10/12 | Cycling 2,000KM Across Japan \| Day One                          | 山形県酒田市                      |
| Day 2      | 2018/10/13 | Why I'm Cycling 2000km Across Japan                              | 山形県鶴岡市 あつみ温泉           |
| Day 3      | 2018/10/14 | Japanese Sake Vending Machines Are Amazing                       | 新潟県村上市 村上駅               |
| Day 4      | 2018/10/15 | 山盛りの唐揚げに挑戦                                             | 新潟県新潟市                      |
| Day 5      | 2018/10/17 | Inside a Haunted Abandoned Japanese Tunnel                       | 新潟大学駅前駅                    |
| Day 6      | 2018/10/18 | I Pimped My Bike in Retro Japan Style                            | 新潟駅前                          |
| Day 7      | 2018/10/20 | Cycling Japan Speaking Only in Movie Quotes                      | 新潟県柏崎市                      |
| Day 8      | 2018/10/22 | We Made a Japanese Commercial in 24 Hours                        | 新潟県上越市                      |
| Day 9      | 2018/10/23 | British Guy Attempts American Accent for a Day                   | 新潟県糸魚川市 市振駅             |
| Day 10     | 2018/10/26 | What Does Japanese Black Ramen Taste Like?                       | 富山県富山市                      |
| Day 11     | 2018/10/30 | I Got Stuck on a Japanese Mountain                               | 石川県金沢市 金沢駅               |
| Day 12     | 2018/11/02 | Eating Brunch at a Japanese Market \| Kanazawa Street Food       | 石川県金沢市 近江町市場           |
| Day 13     | 2018/11/05 | My Weirdest Experience Travelling in Japan                       | 福井県福井市 福井中央公園         |
| Day 14     | 2018/11/14 | Why I Don't Speak Japanese in Videos                             | 福井県福井市 福井駅               |
| Day 15     | 2018/11/27 | I Got Lost in Kyoto with only a Paper Map                        | 滋賀県高島市 近江中庄駅           |
| Day 16     | 2018/12/03 | 24 Hours in Kyoto \| Japan's Best Monkey Park                    | 京都府京都市 伊勢丹京都駅         |
| Day 17     | 2018/12/15 | 24 Hours in Osaka \| 6 Things to do in Japan's Nightlife Capital | 大阪府大阪市 心斎橋               |
| Day 18     | 2019/02/08 | Why Himeji is Japan's Greatest Castle                            | 兵庫県神戸市 明石海峡大橋前       |
| Day 19     | 2019/02/08 | Why Himeji is Japan's Greatest Castle                            | 兵庫県赤穂市                      |
| Day 20     | 2019/02/11 | I Tried Being Vegan in Japan for a Day                           | 岡山県岡山市 JR岡山駅             |
| Day 21     | 2019/02/17 | 瀬戸内パラダイス／しまなみ海道                                   | 広島県尾道市                      |
| Day 22     | 2019/04/08 | 日本最古の温泉で新しい友達が！                                   | 愛媛県松山市                      |
| Day 23     | 2019/04/15 | 広島、宮島に来たらするべき6つのこと                              | 広島県広島市                      |
| Day 24     | 2019/05/06 | How Much Japanese Can You Learn in a Day?                        | 山口県岩国市                      |
| Day 25     | 2019/05/28 | 丸一日 in 福岡／ラーメンの聖地                                   | 福岡県福岡市                      |
| Day 26     | 2019/06/19 | What Does Japanese Raw Horse Sashimi Taste Like?                 | 熊本県阿蘇市 大観峰展望所         |
| Day 27     | 2019/08/05 | Relaxing in a Japanese Hot Spring \| 24 Hours in Kagoshima       | 鹿児島鹿児島市 示現流兵法所史料館 |
| エピローグ | 2019/12/15 | How Much Weight I Lost Travelling 2,000km Across Japan           | 自宅                              |

## 『Journey Across Japan: Escape to Fuji』（シリーズ第二弾）の概要
2020年10月に発表された東京都から静岡県伊豆半島までの距離をドライブ旅行するシリーズ。東北地方の友人阿蘇夏樹や、人気YouTuberのThe Anime Manらと共にトヨタのシエンタに乗り、視聴者から与えられたチャレンジに挑みながら富士山眺望を目指す。『ESCAPE TO FUJI』シリーズは『JOURNEY ACROSS JAPAN』シリーズの第二作目に当たるが、第二作目は複数部で構成されているため本作はそのうちの「第一部」に当たる。シリーズ内では前作で好評であった「エナジージェリーCM」の2作目が公表されている。撮影チームには、Tokyo Creative所属のプロジェクトコーディネイターのイアンとアシスタントカメラマンとしてTokyo Lendsの中村ノルムなどが参加している。
後日談として、当初企画開始時期は春頃が想定されていたがCOVID-19の影響により予定が後ろ倒しされていたことが明かされている。
| 話数 | 投稿日     | タイトル                           | 移動ルート | チャレンジ内容                                       |
| ---- | ---------- | ---------------------------------- | --- | ---------------------------------------------------- |
| EP 1 | 2020/10/30 | Inside an Abandoned Love Hotel     | ホテルの一室（東京都）－田園地帯（埼玉県）－藪塚石切場跡（群馬県太田市）－高崎駅前（群馬県高崎市）－ホテルセリーヌ（長野県上水内郡）－湯田中温泉（長野県下高井郡）             | 「短編ホラー映画を作る」                             |
| EP 2 | 2020/11/8  | Japan's Worst Food                 | 地獄谷温泉付近の山中（長野県下高井郡）－地獄谷温泉－いーずら大町特産館（長野県大町市）－割山森林公園天湖森コテージ（富山県富山市割山）－ふれあい石像の里（富山市大沢野町周辺） | 「聞いたことのない風変わりな食べ物を食べる」         |
| EP 3 | 2020/11/16 | Inside a Private Hot Spring        | 割山森林公園天湖森コテージ（富山県富山市割山）－高山市三町伝統的建造物群保存地区（岐阜県高山市）－高山昭和館（岐阜県高山市）－下呂温泉紗々羅（岐阜県下呂市）                   | 「第二作目の『Dr.ジェリー』のCMを作る」              |
| EP 4 | 2020/11/22 | Renting an ENTIRE Capsule Hotel    | 博石館（岐阜県中津川市）－レストランCoCo's（岐阜県）－貸し切りカプセルホテル（不明）                                                                                           | 「最も奇妙な宿泊施設を探す」                         |
| EP 5 | 2020/11/30 | Japan's BIGGEST British Theme Park | 貸し切りカプセルホテル（不明）－新倉山浅間公園忠霊塔（山梨県富士吉田市）－河口湖（山梨県南都留郡）－修善寺虹の郷（静岡県伊豆市）－長尾峠（静岡県御殿場市）                     | 「日本以外の国にいるような写真を撮る」               |
| EP 6 | 2020/12/7  | What ¥1,000 Buys You in Japan      | 伊豆半島海岸―まぼろし博覧会（静岡県伊東市）―ダイソー（不明）―大室山山頂（静岡県伊東市）                                                                                        | 「予算1,000円で究極の100円均一による車内装飾を施す」 |

## メイキング映像
YouTube内にあるTokyo Creativeのチャンネルにて、『Journey Across Japan』シリーズの4つのメイキング映像（舞台裏）が公開されている。
1. 『Abroad in Japan's Journey Across Japan [Leg 1 - Behind the Scenes]』[98]
2. 『Abroad in Japan's Journey Across Japan [Leg 2 - Behind the Scenes]』[99]
3. 『Abroad in Japan's Journey Across Japan [Leg 3 & 4 - Behind the Scenes]』[100]
4. 『Abroad in Japan OUTTAKES and BLOOPERS』[101]

またシリーズ終了後に撮影された、旅のハイライトと打ち上げ映像も併せて投稿されている。
1. 『Abroad in Japan's Top 10 Highlights on the Journey Across Japan』[102]
2. 『Abroad in Japan's "Journey Across Japan" After Party in Tokyo』[103]